# Robert I. Jewett
Robert Israel Jewett, né le 14 décembre 1937 à Providence (Rhode Island) et mort le 30 juillet 2022, est un mathématicien américain, spécialisé en  combinatoire et Analyse.

## Biographie
Jewett a obtenu son baccalauréat au California Institute of Technology et son Ph.D.  (Partial Differentiation on Abelian Groups) avec Karl Stromberg à l'université de l'Oregon en 1963. En 1963/64 il est à l'Institute for Advanced Study. Depuis 1970, il est professeur à l'université Western Washington.
Jewett est connu pour le théorème de Hales-Jewett avec Alfred W. Hales en théorie de Ramsey, prouvé lorsqu'il était encore étudiant. Le théorème affirme l'existence de structures régulières dans des dimensions suffisamment élevées; il a été considéré et prouvé par ses auteurs comme exemple d'un jeu généralisé de type tic-tac-toe :  si l'on joue le jeu sur un cube de dimension suffisamment grande, avec une longueur de côté et un nombre de joueurs donnés, il y a toujours une solution gagnante (ligne, colonne ou diagonale de la même couleur).
Jewett a également travaillé en théorie du codage, en théorie de la mesure et en théorie ergodique.
En 1971, il est parmi les premiers récipiendaires du prix George-Pólya avec Hales, Ronald Graham, Klaus Leeb et Bruce Lee Rothschild.